# Arctosa camerunensis
Arctosa camerunensis là một loài nhện trong họ Lycosidae.
Loài này thuộc chi Arctosa. Arctosa camerunensis được Carl Friedrich Roewer miêu tả năm 1960.